# Zlatna
 Ovo je glavno značenje pojma Zlatna. Za naselje u Rumunjskoj pogledajte Zlatna (Alba, Rumunjska).
Zlatna boja žutonarančasta je boja koja predstavlja boju kemijskoga elementa zlata.

## Vanjske poveznice
|  | Zajednički poslužitelj ima još gradiva o temi Zlatna |